# Saint-Vincent-du-Boulay
Saint-Vincent-du-Boulay is een gemeente in het Franse departement Eure (regio Normandië) en telt 267 inwoners (1999). De plaats maakt deel uit van het arrondissement Bernay.

## Geografie
De oppervlakte van Saint-Vincent-du-Boulay bedraagt 6,6 km², de bevolkingsdichtheid is 40,5 inwoners per km².
De onderstaande kaart toont de ligging van Saint-Vincent-du-Boulay met de belangrijkste infrastructuur en aangrenzende gemeenten.

## Demografie
Onderstaande figuur toont het verloop van het inwonertal (bron: INSEE-tellingen).